# Sikorsky CH-53K
Der Sikorsky CH-53K King Stallion ist ein schwerer Transporthubschrauber, der seit 2006 von Sikorsky Aircraft für das United States Marine Corps (USMC) entwickelt wurde. Im Unterschied zur Ursprungsvariante ist die Maschine mit drei Triebwerken, neuen Rotorblättern aus Verbundwerkstoffen, einer größeren Kabine und (für Hubschrauber relativ ungewöhnlich) mit fly-by-wire ausgestattet. Bei Indienststellung sollte dieser Typ das schwerste und größte in den US-Streitkräften verwendete Hubschraubermuster sein. Insgesamt sollten 200 Hubschrauber zu einem Gesamtpreis von 25 Milliarden US-Dollar beschafft werden. Der Stückpreis sollte sich Stand 2017 um voraussichtlich 22 Prozent auf 122 Millionen US-Dollar erhöhen.
Der Erstflug fand am 27. Oktober 2015 statt, nachdem erste Bodentests im April 2014 begonnen hatten. Am 16. Mai 2018 wurde die erste Maschine an das US Marine Corps ausgeliefert.

## Entwicklung

### Geschichte des Musters H-53
Die Ursprünge der King Stallion gehen zurück ins Jahr 1962 mit dem Wettbewerb um das Heavy Helicopter Experimental, einer Ausschreibung des US Marine Corps für einen schweren Transporthubschrauber. Der von Sikorsky vorgelegte Entwurf, die H-53, konnte sich gegen die CH-47 von Boeing-Vertol durchsetzen und der Erstflug der „Ur-CH-53“ fand am 14. Oktober 1964 statt. Die CH-53A Sea Stallion hatte ein maximales Abfluggewicht von 20.865 kg und wurde ab 1966 ausgeliefert.
Im Laufe der Zeit wurde der Hubschrauber weiterentwickelt, um ihn an den jeweils aktuellen Stand der Technik anzupassen; ab der Version CH-53D wurde das General Electric T64-Triebwerk verbaut und es konnten Treibstofftanks an den Fahrwerksgondeln zur Reichweitensteigerung angebracht werden, was z. B. bei den deutschen CH-53GS angewandt wird. Neben reinen Transportaufgaben wurden die CH-/MH-53 vor allem für den Einsatz von Spezialkräften und Combat Search and Rescue-Missionen, etwa nach dem Abschuss von Flugzeugen zur Rettung der Besatzungen hinter feindlichen Linien, eingesetzt. Die letzten Versionen mit zwei statt der nunmehr drei Triebwerke waren die MH-53H/J/M Pave Low, die für Allwetteroperationen zudem ein größeres Avionikupgrade erhalten hatten.
Bereits im Oktober 1967 forderte das USMC eine Erhöhung der Transportkapazität um 80 %, der Hubschrauber sollte aber weiterhin von Amphibienschiffen aus einsetzbar sein. Sikorsky wertete den CH-53D auf, indem das Rotorsystem angepasst wurde, vor allem aber durch ein drittes Triebwerk und schlug den „S-80“ genannten Entwurf dem Marine Corps vor, wodurch die CH-53E entstand. Weitere Änderungen bei dieser Version umfassten eine Verlängerung des Rumpfes um fast 2 Meter und eine Vergrößerung des Heckleitwerks, außerdem erhielt die Maschine ein automatisches Flugkontrollsystem. Nach dem Erstflug der Version 1974 wurde Sikorsky 1978 mit der Serienproduktion beauftragt, sodass die ersten Maschinen 1981 in Dienst gestellt werden konnten. Insgesamt wurden 177 geordert. Die US Navy setzte 46 Maschinen ein und orderte eine besondere Version für die Minenräumung aus der Luft, die als MH-53E Sea Dragon bezeichnet wurde.

### Entwicklung der CH-53K

#### Ausgangssituation
Zunächst plante das Marine Corps, die CH-53E-Flotte aufzuwerten, allerdings wurden die Pläne nicht weiter verfolgt; Sikorsky unterbreitete in der Folge den Verantwortlichen Pläne für eine neue Version, die zunächst als CH-53X bezeichnet wurde. Die K-Version wurde von Sikorsky generell als neuer Entwurf vorgesehen, für dessen grundsätzliche Form die bisherigen Versionen Pate standen. Neben den neuen Triebwerken widmete man sich vor allem dem Cockpit und visierte die Verdopplung von Nutzlast und Reichweite an. Ein erster Vertrag über 156 Luftfahrzeuge wurde im April 2006 unterzeichnet, die Maschine wurde nunmehr als CH-53K bezeichnet. Dieser erste Vertrag hatte ein Volumen von 18,8 Milliarden US-Dollar und sah den Abschluss der Lieferungen für 2021 vor. Ab 2009 hätte das Marine Corps die bestehende Flotte aus dem E-Modell nach und nach außer Dienst gestellt, zumal man davon ausging, dass die Abnutzung der Hubschrauberstrukturen eine Außerdienststellung spätestens 2011/2012 ohnehin nötig gemacht hätte; 2011 war auch der Erstflug und Beginn des Testprogramms vorgesehen. Im August 2007 wurde die Bestellung von 156 auf 227 erhöht, die Pläne waren weiterhin, im November 2011 den Erstflug zu absolvieren und 2015 eine erste Einsatzbereitschaft zu erreichen.
Um auf die US-Streitkräfte gesamt gesehen Wartungskosten zu sparen, orientierte man sich beim Rotorsystem am bestehenden System des UH-60. Beim Triebwerk fiel die Wahl auf das General Electric GE38-1B. Als Zulieferfirmen fungieren Aurora Flight Sciences (Hauptrotor-Pylon), Exelis Aerostructures (Heckrotor), GKN Aerospace (Heck/Übergang zum Heckausleger), Onboard Systems International (Außenlasthaken), Rockwell Collins (Avionik), Sanmina-SCI (internes Kommunikationssystem) und Spirit AeroSystems (Cockpit und Kabine).

#### Konstruktionsphase
Während der Konstruktionsphase wurde unter anderem das Gewicht reduziert, außerdem wurde eine mögliche Erhöhung der Triebwerksleistung vorgesehen, um die Anforderungen der Auftraggeber zu erfüllen. Andere Änderungen umfassten die Anpassung des Hauptrotor-Neigungswinkels und die Verschiebung anderer Komponenten, um die Schwerpunktbewegung durch den Treibstoffverbrauch beim Flug zu reduzieren. Um den Jahreswechsel 2009/2010 wurde der Entwurf im design freeze festgeschrieben. Im Anschluss daran wurde der Entwurf dem Critical Design Review unterzogen, das am 3. August 2010 beendet wurde, womit die CH-53K in die Fertigung für die Prototypen gehen konnte. Bereits an diesem Zeitpunkt war allerdings klar, dass der Erstflug 2011 nicht zu halten sein würde, und in der Folge verschob man den Beginn der Einsatzbereitschaft auf 2018. Zur Erprobung sah Sikorsky vier Hubschrauber vor.
Am 4. Dezember 2012 lieferte Sikorsky die erste Maschine aus, wobei es sich um ein Ground Test Vehicle (GTV) handelte, das zwar alle Systeme beinhaltete, jedoch nicht für Flugtests vorgesehen war. Zwei weitere Zellen wurden produziert, um Strukturtests durchzuführen.

#### Bodentests
Im Januar 2013 ergab eine neue Kostenschätzung, dass die nunmehr auf 200 Hubschrauber reduzierte Bestellung 23,17 Milliarden US-Dollar kosten solle. Flugtests waren nun für 2015 geplant, da Fehler bei einzelnen Komponenten behoben werden mussten. Am 31. Mai 2013 wurde der Vertrag über die vier Prototypen im Wert von 435 Millionen Dollar unterzeichnet, die Auslieferung des letzten Exemplars war für den März 2017 vorgesehen. Am 1. Oktober 2013 vergab Sikorsky einen Vertrag an Kratos Defense & Security Solutions für die Entwicklung eines Programms zur Ausbildung der Mechaniker des USMC.
Am 24. Januar 2014 fand der erste Lauf der Triebwerke am Ground Test Vehicle statt, wobei die Rotorblätter noch nicht angebracht waren, der erste Bodenlauf mit angebrachten Blättern fand drei Monate später, im April, statt. Weitere Verzögerungen in der Zwischenzeit führten zu einer erneuten Anpassung des Zeitplans für die Einsatzbereitschaft auf 2019 (statt zuletzt 2018), die Serienproduktion sollte zwischen 2019 und 2022 beginnen. Die 200 bestellten Hubschrauber sollten auf acht aktive, eine Ausbildungs- und eine Reservestaffel aufgeteilt werden. Am 5. Mai 2014 gab General James Amos während des offiziellen Rollouts bekannt, dass der Hubschrauber als „King Stallion“ bezeichnet werden solle.

#### Flugtests

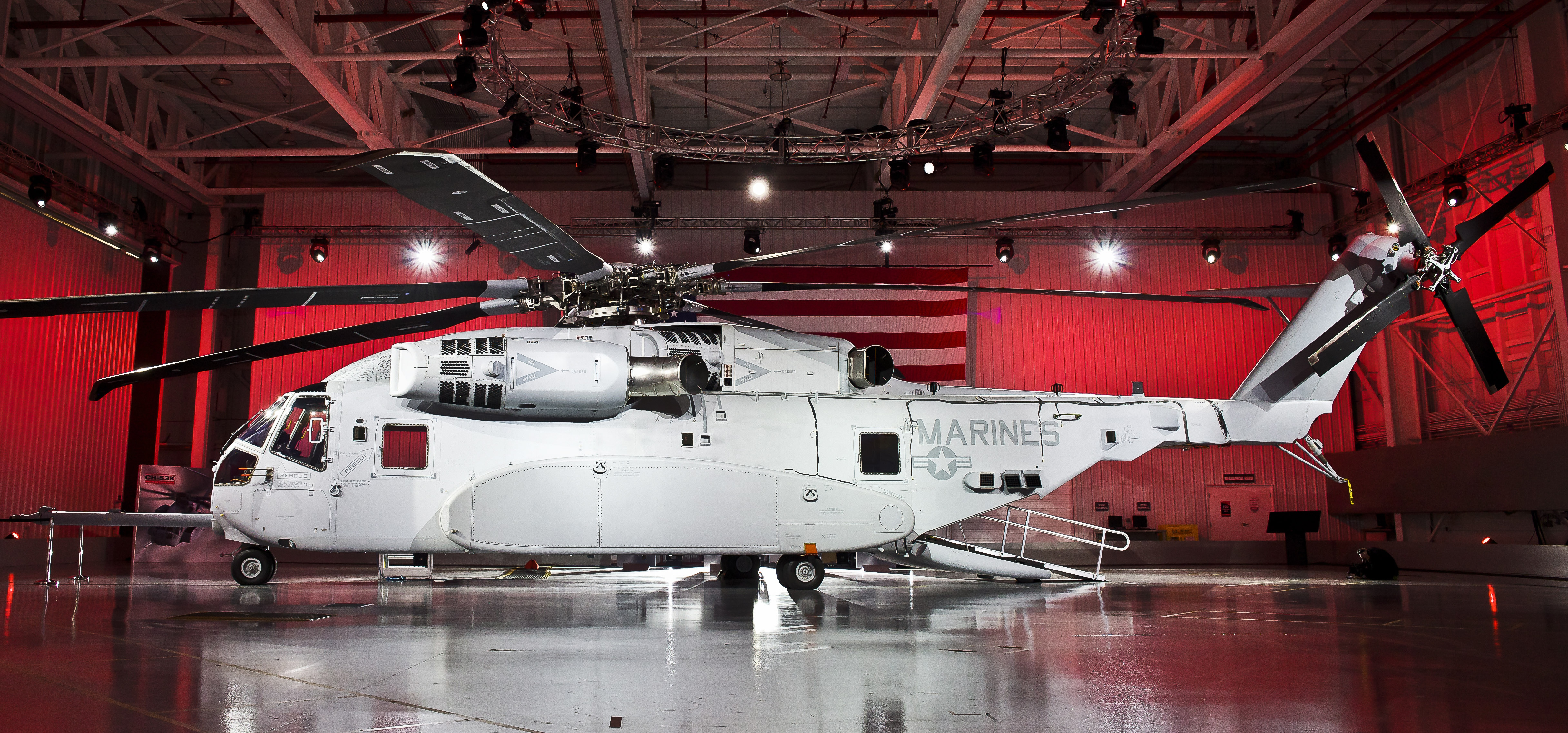
Vorstellung der CH-53K

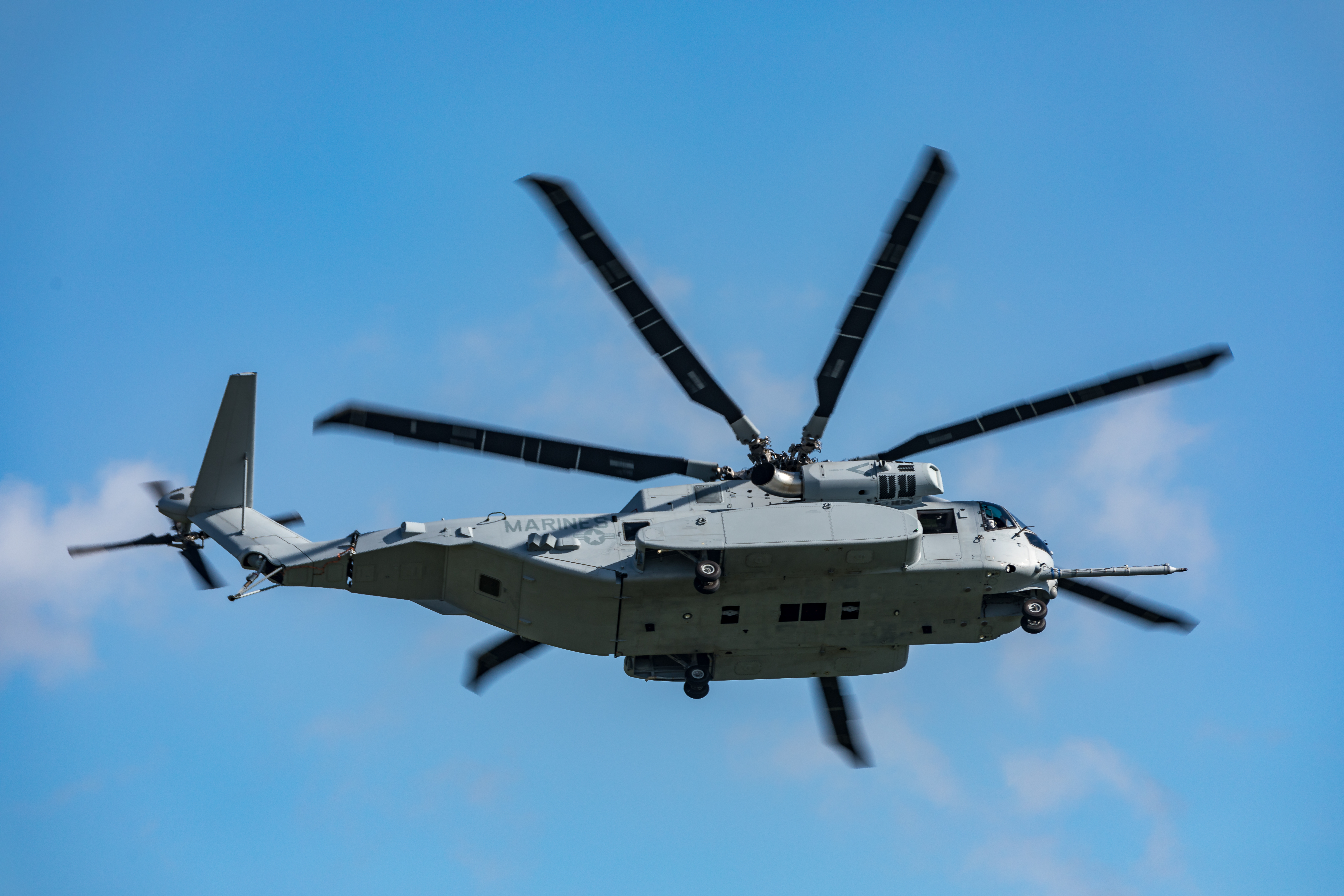
Flugvorführung bei der ILA 2018

Das Flugtestprogramm begann mit dem Erstflug des ersten Prototyps am 27. Oktober 2015. Der zweite Prototyp flog am 22. Januar 2016 zum ersten Mal, und im März 2016 wurden erstmals Geschwindigkeiten von 120 Knoten erflogen.

## Konstruktion
Die K-Version wurde grundsätzlich neu entworfen und mit neuen Triebwerken und überarbeitetem Cockpit ausgestattet. Als Antrieb werden drei T408-Triebwerke aus der Kooperation von General Electric und MTU Aero Engines verbaut, die jeweils 5.600 kW (7.500 shp) Leistung erzeugen, wodurch diese Version etwa 20 Knoten schneller fliegen können sollte als die Vorgängerversionen. Das Cockpit wird von einem neuen Glascockpit dominiert, die Steuerung wurde auf eine Fly-by-wire-Steuerung geändert, zusätzlich sollen leichtere Materialien und Rotorblätter aus Verbundwerkstoffen die Leistung auf hoch gelegenen und klimatisch anspruchsvollen Flugplätzen verbessern („Hot and High“). Die Entwicklung des Getriebes begann bereits 2007, das gesamte Getriebe hat ein Gewicht von etwa 11.650 lb (5261 kg) und ist damit schwerer als ein leerer Sikorsky UH-60.
Zu den weiteren Änderungen gegenüber den bereits produzierten Versionen gehören ein neues System zur Unterstützung bei Außenlasttransporten, ein besserer Schutz der Besatzung und technische Änderungen, um die Lebensdauer der Zelle zu erhöhen, die 15 % größer ist. Damit sollte die CH-53K fast doppelt so schwere Außenlasten tragen können wie die E-Version, das maximale Abfluggewicht erhöhte sich auf 88.000 lb (39.916 kg). In den Laderaum passen zwei Paletten des 463L-Standards, das Umladen nach dem Transport in einem Flugzeug entfällt somit.

## Nutzer
- Vereinigte Staaten – United States Marine Corps – 200 Hubschrauber sind geplant[42]
- Israel – Israelische Streitkräfte – Entscheidung zur Beschaffung von zwölf Exemplaren ist erfolgt[43]

## Technische Daten
| Besatzung | 5 (2 Piloten, 3 Schützen)                    |
| Personentransport                                                                                                 | bis zu 55 Soldaten                           |
| Länge | 30,2 m                                       |
| Rotordurchmesser                                                                                                  | 24 m                                         |
| Höhe | 8,46 m                                       |
| Nutzlast | 15.900 kg                                    |
| Max. Außenlast | 12.200 kg / alternative Quelle: 16.300 kg    |
| Leermasse | 15.071 kg                                    |
| Max. Startmasse                                                                                                   | 38.400 kg                                    |
| Reisegeschwindigkeit                                                                                              | ca. 170 kt/315 km/h                          |
| Höchstgeschwindigkeit                                                                                             | ca. 200 kt/370 km/h                          |
| Dienstgipfelhöhe                                                                                                  | 4.380 m                                      |
| Reichweite | 752 km (combat radius)                       |
| Steiggeschwindigkeit                                                                                              | 13 m/s                                       |
| Triebwerke | 3 × General Electric GE38-1B mit je 5.600 kW |
| Quellen, kursiv gesetzte Werte sind geplante Leistungswerte, die während der Flugerprobung erreicht werden sollen |                                              |